# Montjoie-en-Couserans

Montjoie-en-Couserans este o comună în departamentul Ariège din sudul Franței. În 1 ianuarie 2022 avea o populație de 1.001 de locuitori.